# Tío José el Granaíno
Tio José el Granaíno, eigentlicher Name vermutlich Juan José Jiménez Ramos (* vermutlich 1818 in Chiclana de la Frontera; † 1858 in Lima), war ein spanischer Torero und Flamenco-Sänger. Weitere Namen, unter denen er bekannt ist, sind José el Gaditano und José el de Sanlúcar.  Ihm wird eine prägende Rolle bei der Ausgestaltung bestimmter Gesänge des Flamenco zugesprochen.

## Leben
Über die Biografie von Tío José sind kaum gesicherte Daten verfügbar. Ein Taufbucheintrag deutet darauf hin, dass er am 3. August 1818 in Chiclana als Juan José Jiménez Ramos getauft wurde. Davon abweichende Quellen sehen seine Herkunft in Granada oder in Cádiz, worauf jeweils auch seine unterschiedlichen Künstlernamen hindeuten.
Stierkampf-Chroniken zufolge war er Banderillero in den Trupps der Toreros Paquiro, El Chiclanero und El Lavi. 1852 erlitt er eine schwere Verletzung in Barcelona, die seiner Stierkampfkarriere ein Ende setzte.
Dauerhaften Ruhm erwarb er sich mit seiner Rolle als Sänger und Gestalter im Flamenco. In der Caña verkürzte er die ¡Ay!-Rufe in der zweiten und vierten Strophe und verlieh ihr so einen dichteren und lebhafteren Charakter. Auch für Alegrías galt er als herausragender Interpret. Vor allem jedoch schreibt man ihm eine führende Rolle in der Gestaltung unterschiedlicher Cantiñas zu:
- Mitte des 19. Jahrhunderts habe er maßgeblich beigetragen, den Caracoles ihren Flamenco-typischen Charakter zu verleihen.[7][3]
- Den Mirabrás habe er in seiner Flamenco-typischen Form gestaltet.[8][9]
- Dasselbe treffe auch für die Romera zu.[7]